# Riddle Lake
Der Riddle Lake ist ein kleiner See im Yellowstone-Nationalpark, südwestlich des Yellowstone-Lake. Er besitzt keine größeren Zuflüsse, die Ufer sind teilweise bewaldet, teilweise sumpfig und insgesamt sehr flach. Besonders im Westteil liegen ausgedehnte Übergangszonen zwischen Wiesen, Sumpf und flachen Teilen des Sees. Die den See umgebende Landschaft weist keine großen Höhenunterschiede auf, die Vegetation ist eine Mischung aus Wiesen und Wäldern unterschiedlicher Altersstufen. Im See kommt unter anderem die Yellowstone-Cutthroat-Forelle vor.
Der See ist nur zu Fuß über einen Wanderweg von der Hauptstraße durch den Park aus zugänglich.
Der See ist leicht oval, seine Länge beträgt rund 1,1 km, die Breite maximal 0,8 km und die Fläche ungefähr 0,7 km².
Seinen Namen erhielt er wohl 1872 im Rahmen der Nachbearbeitung des Materials der Hayden-Expedition. Der Name soll darauf zurückgehen, dass der See aufgrund seiner Lage in unmittelbarer Nähe der kontinentalen Wasserscheide seinen Entdeckern das Rätsel (engl.: riddle) aufgab, in welchen Ozean er entwässern würde. Der Abfluss des Sees in den Yellowstone Lake wurde erst 1878 entdeckt und erhielt den Namen Solution Creek, da er die Lösung (engl.: solution) des Rätsels darstellte.